# Rza Afganli
Rza Rustam oglu Afganli (en azerí: Rza Rüstəm oğlu Əfqanlı; 15 de mayo de 1899, Sarab-9 de noviembre de 1973, Bakú) fue un actor de teatro y de cine de Azerbaiyán, Artista del pueblo de la RSS de Azerbaiyán.

## Biografía
Rza Afganli nació el 15 de mayo de 1899 en la ciudad de Sarab de Azerbaiyán iraní. En 1912 se mudó a Bakú.
En 1923 empezó a trabajar en el Teatro Académico Estatal de Drama de Azerbaiyán. Entre 1923 y 1926 estudió en el colegio de teatro de Bakú. 
Rza Afganli falleció el 9 de noviembre de 1973 en la ciudad de Bakú.

## Actividades

### En teatro
- 1929 — “Liubov Yarovaya (Amor de Primavera)” de Konstantín Treniov
- 1932 — “Otelo” de William Shakespeare
- 1934 — “La muerte del escuadrón” de Aleksandr Korniychuk
- 1937 — “Romeo y Julieta” de William Shakespeare
- 1938 — “Vaguif” de Samad Vurgun
- 1939 — “La novia sin dote” de Aleksandr Ostrovski
- 1940 — “Qachaq Nabi” de Suleyman Rustam
- 1941 — “El rey Lear” de William Shakespeare

### Filmografía
- 1938 – “Bakuenses”
- 1939 - “Los campesinos”
- 1940 - “Nuevo horizonte”
- 1960 – “Aygun”
- 1967 - “La batalla en las montañas”
- 1970 – “Sevil”

## Premios y títulos
- Artista de Honor de la RSS de Azerbaiyán (1938)
- Orden de la Insignia de Honor (1939)
- Artista del pueblo de la RSS de Azerbaiyán (1943)
- Orden de Lenin (1949)
- Orden de la Bandera Roja del Trabajo (1959)